# لیک لس آنجلس (کالیفرنیا)
لیک لس آنجلس (به انگلیسی: Lake Los Angeles) یک منطقهٔ مسکونی در ایالات متحده آمریکا است که در شهرستان لس‌آنجلس، کالیفرنیا واقع شده‌است. لیک لس آنجلس ۲۵٫۳۵۵ کیلومتر مربع مساحت و ۱۲٬۳۲۸ نفر جمعیت دارد و ۸۱۱ متر بالاتر از سطح دریا واقع شده‌است.